# Branko Milisković
Branko Milisković (Beograd, 30. jun 1982), srpski je umetnik performansa i medija.

## Biografija
Studirao je Vajarstvo na Fakultetu likovnih umetnosti u Beogradu. Osnovne studije nastavio je kao stipendista Vlade Holandije na Royal Academy of Art u Hagu i diplomirao na Odseku za 3D umetnost 2009. godine. Master diplomu je stekao na Hochschule für Bildende Künste u Hamburgu u klasi profesorke Jeanne Faust (Žan Faust) na Odseku za proširene medije 2012. godine.
Branko Milisković posvećen je performansu, fotografiji, zvuku, tekstualnim instalacijama i videu. Svoje performanse izvodio je na prestižnim internacionalnim i domaćim festivalima, izložbama i umetničkim rezidencijama među kojima su Reims Scenes d’Europe 2015, Rems, Francuska; CSW/CoCA, Torun, Poljska; G12HUB, Beograd, Srbija; solo produkcije: Kampnagel, Hamburg, Nemačka; Les Halles de Schaerbeek, Brisel, Belgija; Holandski filmski Festival, Utreht i TENT Roterdam; Netherlands Media Art Institute, Amsterdam, Holandija; CIRCA art actuel, Montreal, Kanada; Live Art Development Agency, London, Velika Britanija; YFV, Sijetl, The Tank, Njujork, SAD; 57. Oktobarski salon, Beograd, Podroom galerija, Kulturni centar Beograda, Centar za kulturnu dekontaminaciju, Srbija; Treći program Hrvatskog radija, Zagreb; Kunsthaus Graz, Austria; Wonzimer Gallery, Los Andjeles; Galerija Gete Instituta, Beograd; Savremena galerija Subotica i dr. Njegov rad uvršten je u knjigama ‘Performance Art in Eastern Europe since 1960’, Dr. Amy Bryzgel i ‘Situating Populist Politics: Arts & Media Nexus’, Milena Dragićević Šešić i Mirjana Nikolić, a nalazi se u Kolekcijama Oktobarski salon, Muzeja u Smederevu, Savremene galerije u Nišu, Muzeja grada Beograda, kao i u brojnim privatnim kolekcijama u Srbiji i inostranstvu.
Član je ULUS-a od 2018. godine.
Dobitnik je preko deset stipendija i grantova, Ministarstva kulture i informisanja, privatnih fondacija i internacionalnih organizacija.  

## Umetnički rad
Branko Milisković istražuje i stvara u polju živog performansa, fotografije, zvuka, videa i teksta, kao i kroz javne intervencije. On koristi svoje telo i identitet kao glavni medij, stvarajući persone (konstrukte) sa vizuelnom simbolikom, suočavajući se sa svojom nacionalnom, ali i emotivnom pozadinom.
U svojoj umetničkoj praksi, Milisković koristi tri vrste tela: Društveno telo, Vojno telo i Političko telo, kao i njihove brojne fuzije i podele. Često koristi istorijske reference, pretvarajući ih u stilizovane, savremene podsetnike, upozorenja i predviđanja. Branko Milisković je posebno posvećen konceptu socijalne koreografije i moći autoriteta, eksperimentisanju sa socio-političkim strukturama, društvenom (ne)poslušnošću, masovnim kontrolama i demagogiji, političkim subverzijama i hipokrizi u distopijskom svetu.

## Odabrani radovi

### The Future Belongs to Them / Budućnost pripada njima
Višemedijski projekat pod nazivom Budućnost pripada njima, nastao je krajem 2021. godine, u periodu tranzicije iz jedne krize u drugu; iz pandemije Kovid-19 u rat u Ukrajini; iz rata u Ukrajini u rat izmedju Izraela i Palestine. Ovaj projekat se bavi političkom koncepcijom budućnosti, njenom očiglednom neizbežnošću, ali paradoksalno, njenom neizvesnošću. U zapadnjačkom pogledu, koji koristi linearnu koncepciju vremena, budućnost je deo projektovane vremenske linije za koji se predviđa da će se dogoditi. Kako trenutne političke akcije i odluke nekolicine, odredjuju budućnost mnogima? 

### Trust in us / Verujte u nas
Ovaj prostorno i vremenski specifičan performans se dogodio oktobra 2024. godine, u Njujorku i Vašingtonu, uoči predsedničkih izbora u Sjedinjenim Američkim Državama. U njemu umetnik kritikuje manipulativnu prirodu moderne politike. Ovaj rad skreće pažnju na probleme i izazove, medju kojima su političke obmane, predizborne manipulacije, hipokriza, i agresivna demagogija. Kao što je to bio slučaj u Miliskovićevom performansu Appointed / Imenovan: novo telo Generalnog sekretara Ujedinjenih nacija, 2016/2018, ovaj devedesetominutni govor predstavlja jednu spekulativnu figuru – potencijalnog predsednika SAD-a, sa neograničenim mandatom. Branko Milisković, u svojim radovima, ne ulazi u ulogu političara, već prikazuje suštinu političkog, ideološkog i autoritativnog tela, koje nam se nudi, ne birajući sredstva da ostane na vlasti i zadrži apsolutni imunitet.

### Delusions / Obmane
Obmane predstavljaju izrežirane, filmične pokretne slike, koje referišu na prošlost, sadašnjost i neizvesnu budućnost. One su rezultat propitivanja priča koje pričamo o sebi, o svojim opsesijama i željama, koje su na granici između realnosti i fantazije. Obmane izgledaju kao lucidna projekcija iluzija, fantazirane stvarnosti, opsesija, sve to što se formira kao sanjarenje, maštanjarenje ili blistava, iskrena meditacija na kratkotrajne užitke i trajne bolove postojanja. Ovaj višemedijski projekat deluje kao filmična situacija poput sna, performativnog sna, performativne izložbe ili pak, psihotičnog stanja koje karakteriše preterana žudnja, strastvena psihoza ili erotomanija. Erotomanija, između ostalog, predstavlja tip patološkog tugovanja, poremećaj vezivanja, nestabilnosti u identitetu i pokazatelj je slabog testa realnosti.  U ovom slučaju, ljubomora, tugovanje, čežnja za drugim, nekim ko je odsutan, ima bitnu ulogu u projekciji brige i opsesije. Taj drugi, „stranac” osmišljen je kao mehanizam putem koga se prikrivaju depresija, lucidnost i usamljenost.

### The Song of a Soldier on Watch / Pesma vojnika na straži (Lili Marlen Trećeg svetskog rata)
U performansu Pesma vojnika na straži (Lili Marlen Trećeg svetskog rata), čini se da umetnik inkarnira obe figure; lik mitske heroine iz pesme, kao i lik vojnika koji ju je napisao. Godine 1915. Hans Lajp, nemački pesnik i dramski pisac pozvan da se pridruži vojsci i bori na Istočnom frontu tokom Prvog svetskog rata, napisao je tekst za pesmu pod naslovom „Devojka ispod fenjera“ koja je kasnije, posebno tokom Drugog svetskog rata, postala popularna pod imenom Lili Marlen. Za vreme nacističke okupacije Jugoslavije 1941. Radio Beograd je postao Soldatensender Beograd i emitovao je programe za zabavu nemačkih oružanih snaga. Ova pesma se često puštala i takođe je bila popularna sa obe strane linije fronta. Lili Marlen je verovatno bila jedna od prvih pesama za koju se mislilo da može dovesti do individualnog i kolektivnog otpora vojnika na frontu. Milisković je ovaj rad izvodio u periodu izmedju 2010-2019. godine, u formi javnog performansa, radiofonskog dela i performansa za kameru.

## Odabrane izložbe

### Samostalne izložbe i performansi
- 2024. Trust in us, performans, The Tank, Njujork, SAD[14]
- 2023. Lust, performans, The Tank, Njujork, SAD[20]
- 2023. The Future Belongs to Them, performans, Kunsthaus Graz, Austrija
- 2023. Artefakti, samostalna izložba, Savremena galerija Subotica, Srbija[21]
- 2023. Budućnost pripada njima, samostalna izložba, Galerija Menjačnica-Goethe Institut, Beograd, Srbija[7][22]
- 2021. Transfiguration, trodnevni performans i izložba, Centar za kulturnu dekontaminaciju, Beograd, Srbija[23]
- 2020. Obmane, samostalna izložba i performans, Podroom galerija, KCB, Beograd, Srbija[24]
- 2019. Pažnja! Tu sam, samostalna izložba, Galerija Doma omladine, Beograd, Srbija[25]
- 2019. Kabare jednog uljeza, performans, Bioskop Balkan, Beograd, Srbija[26]

### Grupne izložbe
- 2023. Telo i teritorija, Kunsthaus Graz & MSU Zagreb, Grac, Austrija[27]
- 2023. Living a Performance Artist's Life” grupna izložba, MadeIn Art Museum, Šangaj, Kina[28]
- 2019. Next Balkan, Kulturforum & DOMA Art Foundation, Sofija, Bugarska
- 2018. Čudesna kakofonija, 57. Oktobarski salon, Beograd, Srbija[29]

### Prateći programi
- 2024/2025. Dijalozi o principima i društvenom ugovoru u umetnosti, Bioskop Balkan, Beograd, Srbija[30]

## Dela
- Perspektive (Exploring the World of Contemporary Serbian Art), 2024, ISBN 978-86-80146-15-7, p. 84-87
- Landes Kunst und Kultur Preise 2022, Das Land Steiermark, 978-3-200-08756-9, p. 128-129
- Body and Territory / Cross-border Dialogues, Kunsthaus Graz, Austria, 2023, ISBN: 978-953-370-024-3,  p. 160-163 [31]
- Artefacts, exhibition catalogue, Savremena galerija Subotica, 2023, ISBN 978-86-82416-06-7, Biblioteka Matice srpske, Novi Sad
- Slika/Sada, Umetnički paviljon “Cvijeta Zuzorić”, katalog, Str. 15, 2022, ISBN 978-86-6307-135-3, Beograd, Srbija [32]
- Umetnost, kritika i politika, CZKD, likovni program, katalog, 2021, ISBN 978-86-88001-28-1, 2021, Beograd, Srbija [33]
- Situating Populist Politics: Arts & Media Nexus, 2019, ISBN 978-86-82101-73-4, p. 138-139, CLIO 2019 (ENG) [34]
- Real Presence, 2019, ISBN 978-86-87665-04-0, p. 379, Belgrade, Serbia.[35]
- The Marvellous Cacophony, 57 October Salon, Serbia, 2018, ISBN 978-86-7996-205-8, p. 112,113, 219,220 (ENG) [36]
- Performance art in Eastern Europe since 1960, Amy Bryzgel, 2017, ISBN 978 1 7849 9421 1, UK. 2017. p. 135,136 [37]
- Robin Pourbaix, Showroom, ISBN 978-2-87317-485-9, Brussels, Belgium 2017. p. 68-71 [38]
- Extravagant bodies: Crime and Punishment, Zagreb/Belgrade, 2016, ISBN 978-953-7895-04-02, p. 114-117 [39]
- Celebrity Café # 02, Paris, France, 2016,  ISBN 978-2-95377-481-8, p. 409 [40]
- Galerie der HFBK 2011/12, Hamburg, Germany - ISBN 978-3-938158-96-8, p. 30-31
- Emergency INDEX 2012, Performance / Theater, Ugly Duckling Presse, 2013, ISBN 978-1-937027-12-4, p. 202-203 [41]
- 47 BITEF 13, Hard to be ... within the time, catalogue, 2013, SBN 978-86-84329-24-2, p. 73 [42]
- Celebrity Café # 01, Son@rt  n˚ 54, Paris, France, ISBN : 978-2-95377- 481-8 p. 168-171 [43]
- Teatr zycia / Theater of Life, CSW/CoCA, Torun, Poland, 2012, ISBN 978-83-62881-31-4, p. 43, 88-89
- Emergency INDEX 2011, Performance / Theater, ISBN 978-1-937027-07-0, Ugly Duckling Presse, NY, p. 434-435 [44]